# Nancyana fernandezi
Nancyana fernandezi är en insektsart som beskrevs av Freytag 1990. Nancyana fernandezi ingår i släktet Nancyana och familjen dvärgstritar. Inga underarter finns listade i Catalogue of Life.